# Église de Punkalaidun
L’église de Punkalaidun (finnois : Punkalaitumen kirkko) est une église luthérienne située à Punkalaidun en Finlande.